# Сохотой
Сохото́й (рос. Сохотой) — село у складі Петровськ-Забайкальського району Забайкальського краю, Росія. Входить до складу Малетинського сільського поселення.

## Населення
Населення — 97 осіб (2010; 116 у 2002).
Національний склад (станом на 2002 рік):
- росіяни — 97 %